# Enceinte du Bois des Combles
L'enceinte du Bois des Combles est une enceinte médiévale située sur la commune d'Eu, en Seine-Maritime, en France. Le site archéologique fait l’objet d’une inscription au titre des monuments historiques depuis 1984.

## Localisation
L'enceinte est située à 2 km du site de Briga.

## Historique
Le site est identifié comme un tumulus au XIXe siècle. Jacques Le Maho identifie le site comme d'époque carolingienne. Le site appartient à la série de quatre fortifications médiévales identifiées avant la fin des années 1990 dans le département. 
Le site fait l'objet d'une inscription au titre des monuments historiques depuis le 26 décembre 1984.